# 巴伐利亞的瑪麗亞·安娜 (1805年—1877年)
巴伐利亞的瑪麗亞·安娜（德語：Maria Anna Leopoldine Elisabeth Wilhelmine von Bayern，1805年1月27日—1877年9月13日），薩克森王后，巴伐利亞國王馬克西米利安一世和巴登公主卡羅利妮的第四个女兒，和奥匈帝国开国皇帝弗朗茨·约瑟夫一世之母索菲大公妃是双胞胎姐妹。

## 婚姻
1833年，瑪麗亞·安娜與薩克森王儲腓特烈·奧古斯特結婚。兩人沒有子女。
1836年，薩克森國王安東去世，腓特烈·奧古斯特與瑪麗亞·安娜成為薩克森國王與王后，直到1854年腓特烈·奧古斯特去世。
瑪麗亞·安娜於1877年去世，享年72歲。